# Iwan Samarin
Iwan Aleksiejewicz Samarin (ros. Ива́н Алексе́евич Сама́рин, ur. 7 września 1988 w Moskwie) – rosyjski kierowca wyścigowy.

## Kariera
Samarin rozpoczął karierę w wyścigach samochodowych w 2004 roku od startów w Formule RUS. Z dorobkiem 44 punktów uplasował się tam na czwartej pozycji w klasyfikacji generalnej. Rok później w tej serii był już wicemistrzem. W latach 2006–2007 Rosjanin zdobył dwa mistrzowskie tytuły w Rosyjskiej Formule 1600. W późniejszych latach pojawiał się także w stawce Północnoeuropejskiej Formuły 3, Fińskiej Formuły 3, Rosyjskiej Formuły 3, Formuły 2 oraz ATS Formel 3 Cup.
W Mistrzostwach Formuły 2 wystartował w 2010 roku. Raz stanął na podium. Uzbierane 64 punkty dały mu dwunaste miejsce w końcowej klasyfikacji kierowców.

## Statystyki
| Sezon | Seria                 | Zespół                    | Wyścigi | Zwycięstwa | PP | NO | Podium | Punkty | Pozycja |
| ----- | --------------------- | ------------------------- | ------- | ---------- | -- | -- | ------ | ------ | ------- |
| 2004  | Formuła RUS           | Lukoil Racing Team Junior | 4       | 0          | 0  | 0  | 2      | 53     | 4       |
| 2005  | Formuła RUS           | Lukoil Racing Team Junior | 4       | 1          | 0  | 2  | 3      | 53     | 2       |
| 2006  | Rosyjska Formuła 1600 | Istok Art-Line Racing     | 10      |            |    |    |        | 79     | 1       |
| 2007  | Rosyjska Formuła 1600 | Istok Art-Line Racing     | 14      | 5          | 0  | 3  | 8      | 186    | 1       |
| 2008  | Rosyjska Formuła 3    | Istok Art-Line Racing     | 12      | 4          | 2  | ?  | 8      | 129    | 2       |
| 2008  | Rosyjska Formuła 3    | AKM Racing Team           | 12      | 4          | 2  | ?  | 8      | 129    | 2       |
| 2008  | Fińska Formuła 3      | Art-Line Engineering      | 2       | 0          | 0  | 0  | 0      | 32     | 12      |
| 2008  | Nordycka Formuła 3    | Art-Line Engineering      | 2       | 0          | 0  | 0  | 0      | 14     | 7       |
| 2010  | Formuła 2             | Luding                    | 18      | 0          | 0  | 0  | 1      | 64     | 12      |
| 2011  | ATS Formel 3 Cup      | STROMOS Artline           | 2       | 0          | 0  | 0  | 0      | 0      | NS      |
| 2011  | ATS Formel 3 Trophy   | STROMOS Artline           | 18      | 0          | 0  | 0  | 1      | 64     | 12      |